# Dipséliza
Dipséliza (Fofola, Dipseliza) är en ort i Grekland.   Den ligger i prefekturen Nomarchía Anatolikís Attikís och regionen Attika, i den sydöstra delen av landet, 40 km sydost om huvudstaden Aten. Dipséliza ligger 52 meter över havet och antalet invånare är 192.
Terrängen runt Dipséliza är kuperad åt sydväst, men åt nordost är den platt. Havet är nära Dipséliza österut.  Närmaste större samhälle är Keratéa, 7,0 km väster om Dipséliza. 